# Société nationale de radiodiffusion et de télévision
Société Nationale de Radiodiffusion et de Télévision (arabo: الشركة الوطنية للإذاعة والتلفزة, aš-šarika al-waṭaniyya li-l-ʾiḏāʿa wa-t-talfaza; tamazight: ⵜⴰⵎⵙⵙⵓⵔⵜ ⵜⴰⵏⴰⵎⵓⵔⵜ ⵏ ⵓⵏⵣⵡⴰⵢ ⴷ ⵜⵉⵍⵉⴼⵉⵣⵢⵓⵏ, Tamssurt tanamurt uazway d tilifizyun), nota anche con l'acronimo SNRT, è l'ente radiotelevisivo pubblico del Marocco.
Trasmette dalla capitale Rabat in  arabo, in francese e nelle lingue berbere.
SNRT è membro dell'UER e azionista del canale d'informazione paneuropeo Euronews.

## Storia
La radiofonia fu introdotta in Marocco il 15 febbraio 1928 con la fondazione di Radio Maroc, che iniziò i suoi programmi il 13 aprile dello stesso anno e fu posta sotto la tutela dell'Office Chérifien des Postes et Télégraphes. Si trattava di una stazione radiofonica rivolta alla popolazione francese dell'allora Protettorato francese del Marocco.
Nel 1950 Radio Maroc fu uno dei fondatori dell'Unione Europea di Radiodiffusione, della quale restò un membro attivo fino al 1º gennaio 1961, quando, ormai parte di Radiodiffusion Télévision Marocaine (RTM), cambiò la sua affiliazione in membro associato (RTM tornò ad esserne un membro attivo nel 1969).
La televisione, invece, ebbe una sua prima esperienza, pionieristica in Africa, per mezzo della società francese Telma nel 1954, trasmettendo da degli studi nella città di Casablanca.
Due anni dopo, però, la situazione era cambiata completamente perché il Paese aveva ottenuto l'indipendenza dalla Francia e la società, che aveva registrato dei notevoli problemi finanziari, fu nazionalizzata dal governo, che l'acquistò per il prezzo simbolico di 100 milioni di franchi insieme alla radiofonia, e firmò un contratto con la radiotelevisione italiana RAI per la formazione di nuovi giornalisti e di nuovi tecnici. Il 3 aprile 1962 il canale TV marocchino cominciò a trasmettere ufficialmente come Télévision Marocaine (TVM).
Il 22 ottobre 1966 RTM fu convertita in un ente pubblico dotato di personalità giuridica e autonomia finanziaria, ma a gennaio 1968 il suo controllo ritornò nelle mani del governo. Il 28 dicembre 1978, infine, passò sotto l'amministrazione centrale del Ministero dell'informazione.
Nel corso di tutti gli anni ottanta e novanta l'azienda non registrò cambiamenti significativi, attestandosi su posizioni di sostanziale immobilismo nonostante la liberalizzazione del settore.
A partire dal 2004, invece, il gruppo fu oggetto di una profonda riforma, iniziata con la creazione di un distaccamento del primo canale televisivo per la regione del Sahara Occidentale, a cui fu dato il nome di Laayoune TV, allo scopo di salvaguardare e valorizzare la lingua e la cultura berbera della popolazione sahrawi; il 18 novembre dello stesso anno fece seguito il lancio del canale satellitare Al Maghribiya, che riproponeva ai residenti all'estero i programmi più importanti della TV di Stato marocchina.
Ma la parte centrale della riforma ebbe inizio nel 2005, quando finalmente lo statuto societario fu modificato tenendo di conto delle necessità di ammodernamento e di maggiore competitività nel nuovo scenario di concorrenza; RTM fu così convertita, nei suoi mezzi e nelle sue attribuzioni, nell'attuale Société Nationale de Radiodiffusion et de Télévision (SNRT), una società anonima con capitale statale al 100% ma con maggiore autonomia nella gestione. Sfruttando le nuove tecnologie portate dal sistema digitale terrestre si poté sensibilmente aumentare l'offerta dei canali: Assadissa, consacrata alla religione e alla cultura islamica, fu disponibile dal 3 novembre 2005; il 28 febbraio 2006 nacque Arrabia, successivamente rinominato Athaqafia, specializzata nella cultura e nella didattica per i ragazzi; il 16 settembre seguente debuttò Arryadia, rete dedicata allo sport; il 31 maggio 2008 fu la volta di Aflam TV, con un palinsesto di film e serie televisive; il 23 marzo 2009 fu attivata la stazione radiofonica generalista Chaîne Inter.
Inoltre si crearono nuove figure professionali come il difensore dello spettatore e nuovi dipartimenti come quello destinato ad internet.
Nel 2009 SNRT divenne azionista di Euronews, inizialmente acquisendo lo 0.33%, poi espandendosi allo 6% nel 2011.
Il 6 gennaio 2010 fu creato un canale rivolto al popolo berbero, Tamazight TV.
Tra il 2015 e il 2018 fu completata un'altra tappa evolutiva di SNRT con il passaggio di Al Aoula, Arryadia, Al Maghribiya, Athaqafia, Assadissa, Tamazight TV e Laayoune TV all'alta definizione.
A giugno 2019 SNRT firmò un partenariato con il Ministero della cultura e della comunicazione per la promozione del patrimonio storico del Paese attraverso le immagini. Il partenariato poneva come obiettivo quello di preparare e realizzare programmi televisivi per promuovere monumenti storici e siti archeologici rilevanti, anche tramite video in 3D.
Nel 2021 il ministro della cultura Othman El Ferdaous annunciò che SNRT sarebbe divenuta un gruppo a partecipazione pubblica entro il 2024 e che nel frattempo avrebbe acquisito 2M, al momento solo parzialmente di proprietà statale, e le private Medi 1 Radio e Medi 1 TV. Inoltre il canale Aflam TV sarebbe stato rimpiazzato da una piattaforma SVOD video on demand.

## Servizi

### Televisione
| Nome                                                     | Sede  | Тipo                                                                                           | Lancio | Lingua                              | Note                                                                              |
| -------------------------------------------------------- | ----- | ---------------------------------------------------------------------------------------------- | ------ | ----------------------------------- | --------------------------------------------------------------------------------- |
| Al Aoula (SNRT 1), in passato TVM (Télévision Marocaine) | Rabat | generalista                                                                                    |        | arabo, francese, spagnolo e berbero | dal 2004 esiste un distaccamento regionale per il Sahara Occidentale, Laayoune TV |
| 2M (SNRT 2)                                              | Rabat | generalista                                                                                    |        | arabo                               | semipubblico, secondo canale marocchino per fondazione e primo per ascolti        |
| Arryadia (SNRT 3)                                        | Rabat | sport (competizioni più importanti del Paese, sintesi di eventi e attualità)                   |        | arabo                               |                                                                                   |
| Athaqafia (SNRT 4)                                       | Rabat | cultura e didattica per ragazzi                                                                |        | arabo                               |                                                                                   |
| Al Maghribiya (SNRT 5)                                   | Rabat | satellitare rivolto alla popolazione marocchina residente all'estero                           |        | arabo                               | trasmette programmi di Al Aoula e di 2M TV, i canali con più ascolti del Paese    |
| Assadissa (SNRT 6)                                       | Rabat | cultura e religione islamica                                                                   |        | arabo                               |                                                                                   |
| Aflam TV (SNRT 7)                                        | Rabat | serie televisive e film nazionali e internazionali                                             |        | arabo                               |                                                                                   |
| Tamazight TV (SNRT 8)                                    | Rabat | rivolto alla popolazione berbera, suoi obiettivi sono «preservare e promuovere» la sua cultura |        | tamazight, arabo                    |                                                                                   |
| Al Laayoune TV (SNRT Laayoune)                           | Rabat | destinato al Sahara marocchino e alla cultura Sahrawi                                          |        | arabo                               |                                                                                   |
| Medi 1 TV                                                | Rabat | informazione                                                                                   |        | arabo                               | acquisito interamente da CDG Invest, in attesa di trasferimento a SNRT            |

### Radio

#### Nazionale
| Nome                   | Sede  | Тipo                                             | Lancio | Lingua  |
| ---------------------- | ----- | ------------------------------------------------ | ------ | ------- |
| Al Idaa Al Watania     | Rabat | generalista (dispone di distaccamenti regionali) |        | arabo   |
| Radio 2M               | Rabat | generalista                                      |        | arabo   |
| Chaîne Inter           | Rabat | musica e intrattenimento                         |        | arabo   |
| Al Idaa Al Amazighia   | Rabat | cultura berbera                                  |        | berbero |
| Idaa Mohammed Assadiss | Rabat | programmi religiosi islamici                     |        | arabo   |
| Medi 1 Radio           | Rabat | informazione                                     |        | arabo   |

#### Regionale
| Nome               | Sede       | Тipo        | Lancio | Lingua |
| ------------------ | ---------- | ----------- | ------ | ------ |
| SNRT FM Agadir     | Agadir     | generalista |        | arabo  |
| SNRT FM Casablanca | Casablanca | generalista |        | arabo  |
| SNRT FM Dakhla     | Dakhla     | generalista |        | arabo  |
| SNRT FM Fès        | Fès        | generalista |        | arabo  |
| SNRT FM Laâyoune   | Laâyoune   | generalista |        | arabo  |
| SNRT FM Marrakech  | Marrakech  | generalista |        | arabo  |
| SNRT FM Meknès     | Meknès     | generalista |        | arabo  |
| SNRT FM Oujda      | Oujda      | generalista |        | arabo  |
| SNRT FM Tanger     | Tanger     | generalista |        | arabo  |
| SNRT FM Tétouan    | Tétouan    | generalista |        | arabo  |
| SNRT FM Al Hoceima | Al Hoceima | generalista |        | arabo  |

## Ricezione

### Satellite[12]
| Satellite          | Badr 4       | Hotbird 13G  | Eutelsat 7 West A | Eutelsat 7 West A | Eutelsat 7 West A |
| Posizione orbitale | 26.0º Est    | 13.0° Est    | 7.3° Ovest        | 7.3° Ovest        | 7.3° Ovest        |
| Bouquet            | /            | /            |                   |                   |                   |
| Canali             | SNRT         | SNRT         | SNRT              | SNRT              | SNRT              |
| Frequenza          | 12683 MHz    | 10873 MHz    | 11158 MHz         | 11475 MHz         | 11514 MHz         |
| Polarizzazione     | Verticale    | Verticale    | Verticale         | Verticale         | Verticale         |
| Symbol Ratio       | 27500 ksym/s | 27500 ksym/s | 5000 ksym/s       | 27500 ksym/s      | 27500 ksym/s      |
| FEC                | 3/4          | 3/4          | 9/10              | 3/4               | 2/3               |
| Modulazione        | QPSK         | QPSK         | QPSK              | QPSK              | QPSK              |

### Digitale terrestre
I canali televisivi di SNRT sono presenti su piattaforma digitale terrestre in tutto il Marocco in alta definizione 1080i in standard DVB-T FTA.

### Online
Tutti i canali televisivi e le stazioni radio di SNRT sono disponibili in streaming sul sito ufficiale.